# 財田川

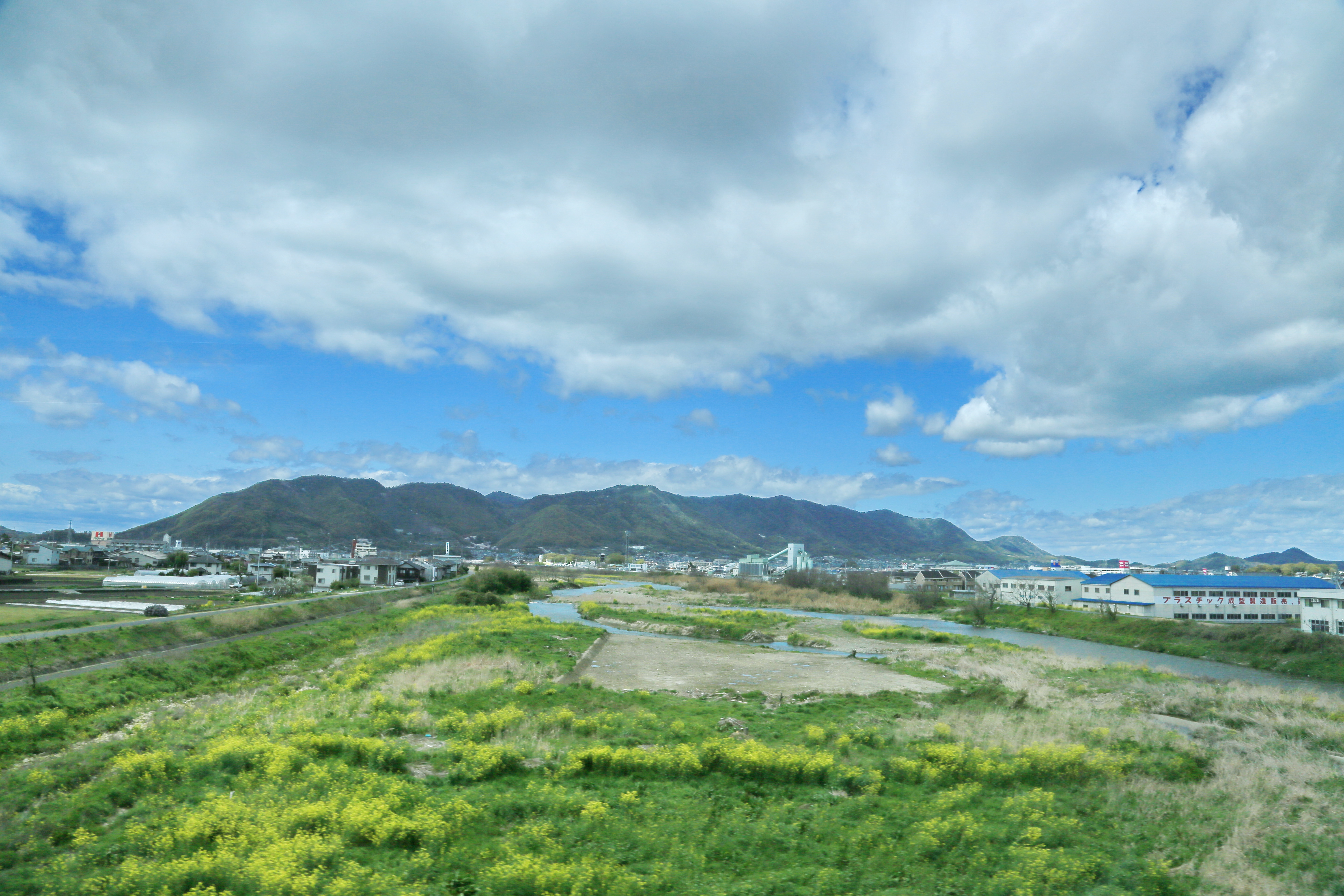
左岸：観音寺市、右岸：三豊市（高松自動車道から）

財田川（さいたがわ）は、香川県の三豊平野南部を流れる河川である。二級水系の本流。香川県で最大の流域面積をもち、第3位の指定延長である。アユの遡上もみられる。

## 地理
香川県仲多度郡まんのう町の東山峠付近から流れ出し、北へ流れた後野口ダムへと注ぐ。そのあとは西へ西へと流れていき燧灘へと注ぐ。三豊市山本町の長瀬橋からは河川敷あるいは土手に自転車道が整備されている。（香川県道270号丸亀琴平観音寺自転車道線）他の県内の河川より水量が多く、氾濫が多かった。途中の三豊市山本町付近の千田堤は江戸時代に築かれた。
まんのう町久保、春日より上流の部分はかつて金倉川の上流部であったが河川争奪で財田川が奪った部分である。
河口の観音寺市観音寺町では昭和の中頃まで染川と呼ばれていた。これは、川で染物を行っていたためである。いまも染川橋と呼ばれる橋がある。

## 主な支流
二級河川以上を記す。
- 別所川
- 昼丹波川
  - 大口川
- 帰来川
  - 中瀬川
- 谷道川
- 本篠川
- 長野川
- 入樋川
- 神田川
  - 大池川
  - 山才川
- 河内川
- 鴻門川
- 宮川
  - 長谷川
- 竿川
  - 境目川
  - 白池川
    - 興隆寺川

  - 立川
  - 滝下川
- 丸西川

## 流域の自治体
香川県
仲多度郡まんのう町、三豊市、観音寺市

## 並行する交通

### 道路
- 香川県道4号丸亀三好線
- 香川県道202号春日讃岐財田停車場線（国道32号）
- 香川県道5号観音寺池田線
- 香川県道270号丸亀琴平観音寺自転車道線